# Стів Арнотт
Стів Арнотт (нар. 24 січня 1949) — колишній гравець у австралійський футбол, що грав за «Мельбурн» у Австралійській футбольній лізі (АФЛ).